# Österreichische Alpine Skimeisterschaften 1935
Die Österreichischen Alpinen Skimeisterschaften 1935 fanden am 16. und 17. Februar in Zell am See statt.

## Herren

### Abfahrt
| Platz | Name               | Zeit        |
| ----- | ------------------ | ----------- |
| 01    | Friedl Wolfgang    | 10:16,2 min |
| 02    | Franz Zingerle     | 11:21,8 min |
| 03    | Franz Harrer       | 11:48,2 min |
| 04    | Edwin Hartmann     | 11:56,2 min |
| 05    | Siegfried Engl     | 12:02,0 min |
| 06    | Friedl Pfeifer     | 12:07,2 min |
| 07    | Rudolf Schmidseder | 12:17,4 min |
| 08    | Franz Hiermann     | 12:18,0 min |
| 09    | Leo Wieser         | 12:27,6 min |
| 10    | Max Hauser         | 12:31,8 min |

Datum: 16. Februar 1935

Ort: Zell am See

Piste: Schmittenhöhe Nordabfahrt

Streckenlänge: 6000 m

Höhenunterschied: 1200 m

### Slalom
| Platz | Name               | Zeit        |
| ----- | ------------------ | ----------- |
| 01    | Friedl Wolfgang    | 1:48,26 min |
| 02    | Franz Zingerle     | 1:50,20 min |
| 03    | Max Hauser         | 1:50,91 min |
| 04    | Friedl Pfeifer     | 1:52,23 min |
| 05    | Franz Harrer       | 1:52,95 min |
| 06    | Sepp Benedikter    | 1:53,43 min |
| 07    | Siegfried Engl     | 1:55,70 min |
| 08    | Toni Petz          | 1:55,89 min |
| 09    | Karl Novosansky    | 1:57,38 min |
| 10    | Rudolf Schmidseder | 1:57,62 min |

Datum: 17. Februar 1935

Ort: Zell am See

### Kombination
| Platz | Name               | Punkte |
| ----- | ------------------ | ------ |
| 01    | Friedl Wolfgang    | 200,00 |
| 02    | Franz Zingerle     | 188,64 |
| 03    | Franz Harrer       | 182,25 |
| 04    | Friedl Pfeifer     | 181,01 |
| 05    | Max Hauser         | 179,64 |
| 06    | Siegfried Engl     | ?      |
| 07    | Sepp Benedikter    | ?      |
| 08    | Rudolf Schmidseder | ?      |
| 09    | Norbert Staic      | ?      |
| 10    | Edwin Hartmann     | ?      |

## Damen

### Abfahrt
| Platz | Name                          | Zeit        |
| ----- | ----------------------------- | ----------- |
| 01    | Anny Rüegg (SUI)              | 15:42,4 min |
| 02    | Käthe Lettner                 | 16:25,2 min |
| 03    | Anny Hort-Hiestand (SUI)      | 16:59,6 min |
| 04    | Luise Holzmann                | 17:26,4 min |
| 05    | Hedy Hellriegl                | 17:43,4 min |
| 06    | Gratia Schimmelpenninck (NLD) | 17:50,2 min |
| 07    | Emmy Ripper                   | 18:03,4 min |
| 08    | Elisabeth Windischbauer       | 18:11,8 min |
| 09    | Grete Alt-Lantschner          | 18:50,8 min |
| 10    | Elli Löri-Stiller             | 18:54,8 min |

Datum: 16. Februar 1935

Ort: Zell am See

Piste: Schmittenhöhe Nordabfahrt

Streckenlänge: 6000 m

Höhenunterschied: 1200 m

### Slalom
| Platz | Name                          | Zeit        |
| ----- | ----------------------------- | ----------- |
| 01    | Anny Rüegg (SUI)              | 2:08,31 min |
| 02    | Rösli Streiff (SUI)           | 2:19,43 min |
| 03    | Emmy Ripper                   | 2:22,76 min |
| 04    | Gratia Schimmelpenninck (NLD) | 2:25,59 min |
| 05    | Käthe Lettner                 | 2:26,78 min |
| 06    | Hilde Gustine                 | 2:27,13 min |
| 07    | Elisabeth Windischbauer       | 2:28,17 min |
| 08    | Luise Holzmann                | 2:41,34 min |
| 09    | Mia Müller                    | 2:42,35 min |
| 10    | Elfriede Weißhuhn             | 2:43,90 min |

Datum: 17. Februar 1935

Ort: Zell am See

### Kombination
| Platz | Name                          | Punkte |
| ----- | ----------------------------- | ------ |
| 1     | Anny Rüegg (SUI)              | 200,00 |
| 2     | Käthe Lettner                 | 183,80 |
| 3     | Emmy Ripper                   | 176,99 |
| 4     | Gratia Schimmelpenninck (NLD) | 176,30 |
| 5     | Elisabeth Windischbauer       | 172,04 |
| 6     | Rösli Streiff (SUI)           | ?      |

Insgesamt waren 18 Läuferinnen in der Kombination klassiert.